# Heracleum pumilum
Heracleum pumilum är en flockblommig växtart som beskrevs av Dominique Villars. Heracleum pumilum ingår i släktet lokor, och familjen flockblommiga växter. Inga underarter finns listade i Catalogue of Life.